# Vênus e Amor
Vênus e Amor (1524) é uma pintura de Hans Holbein, o Jovem. A obra é uma das primeiras pinturas mitológicas de Holbein, e representa a deusa romana do amor, Vênus, com seu filho Amor (Cúpido).